# Walkerita
La walkerita és un mineral de la classe dels borats. El seu nom honra Thomas Leonard Walker (1867-1942), professor i cap de mineralogia i petrografia a la Universitat de Toronto (1901-1937), per les seves contribucions a la mineralogia en general, i pels estudis dels dipòsits de borat de Nova Brunswick en particular.

## Característiques
La walkerita és un borat de fórmula química Ca16(Mg,Li)₂[B13O17(OH)₁₂]₄Cl₆·28H₂O. Cristal·litza en el sistema ortoròmbic. La seva duresa a l'escala de Mohs és 3.
Segons la classificació de Nickel-Strunz, la walkerita pertany a «06.GB - Filononaborats, etc.» juntament amb els següents minerals: studenitsita, penobsquisita i preobrazhenskita.

## Formació i jaciments
La walkerita va ser descoberta a la mina Potash Corporation of Saskatchewan, a Penobsquis (Nova Brunswick, Canadà) associada amb els següents minerals: volkovskita, szaibelyita, hidroboracita, hilgardita, halita, anhidrita, boracita. Es tracta de l'únic indret on ha estat trobada aquesta espècie mineral.